# Schierling
Schierling là một đô thị trong huyện Regensburg bang Bayern thuộc nước Đức.